# Díptico Barberini

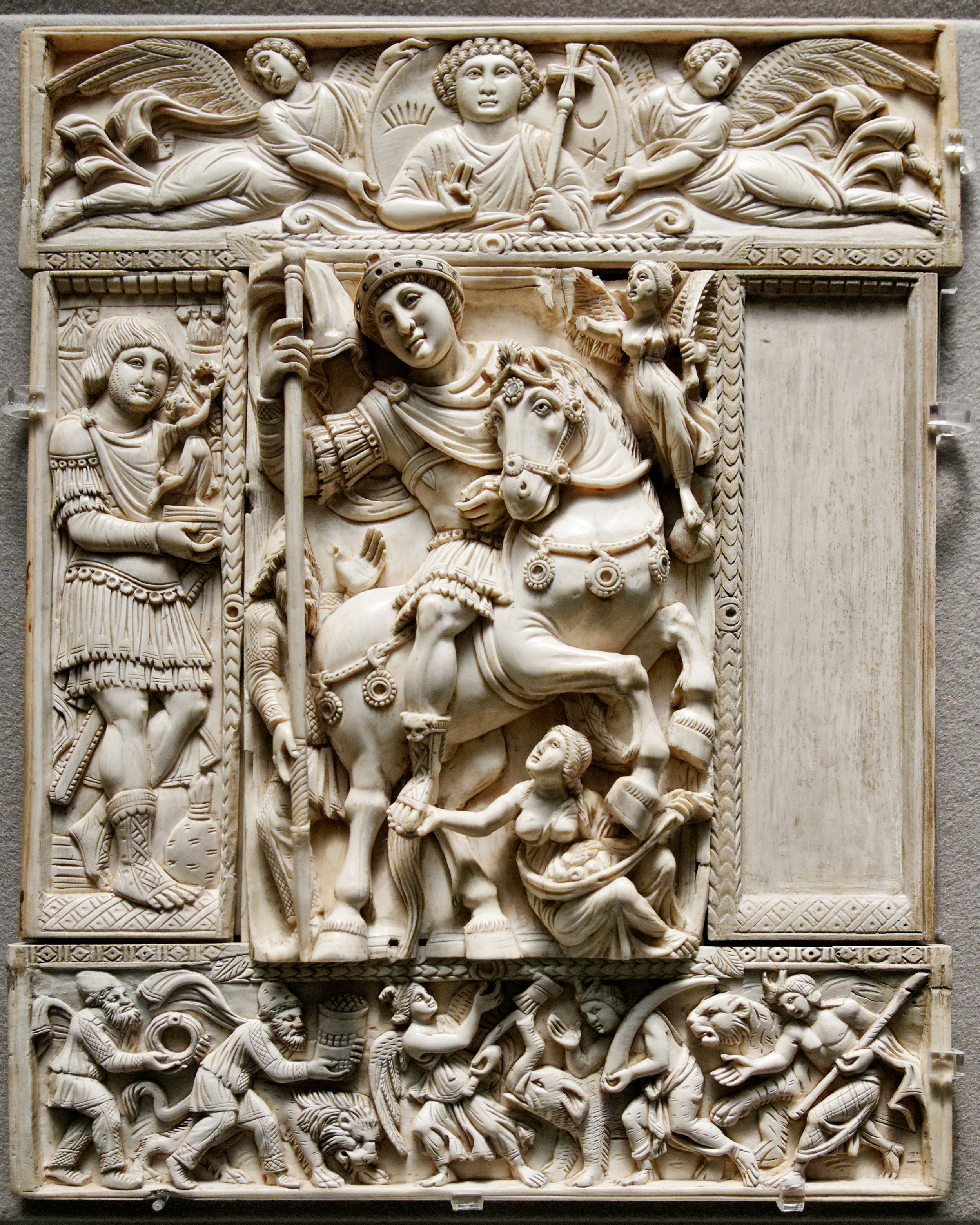
Díptico Barberini expuesto en el Louvre.

El Díptico Barberini era un antiguo díptico imperial de marfil bizantino del que se conserva una hoja. Data de la Antigüedad tardía y actualmente está conservado en el Louvre. Está tallado en el estilo clásico conocido como teodosiano tardío, representando al emperador como un vencedor triunfante. Generalmente se data de la primera mitad del siglo VI y se atribuye a un taller imperial de Constantinopla, mientras que el emperador normalmente es identificado con Justiniano, o posiblemente Anastasio I o Zenón. Es un destacado documento histórico debido a que está relacionado con la reina Brunilda de Austrasia. En la parte posterior hay una lista de reyes francos, todos parientes de Brunilda, indicando la importante posición de las reinas dentro de las familias reales francas. Presumiblemente, ella ordenó que se inscribiera la lista y la ofreció a la iglesia como una imagen votiva.
Aunque no es un díptico consular, comparte muchos rasgos de sus esquemas decorativos. El emperador está acompañado en el panel principal por un bárbaro conquistado en pantalones a la izquierda, una figura alegórica, probablemente representando el territorio conquistado o reconquistado, quien tiene sujeta su pie en expresión de agradecimiento o de sumisión, y un ángel o victoria, coronando al emperador con la tradicional palma de la victoria (que actualmente se ha perdido). Aunque el bárbaro está en parte oculto por la enorme lanza del emperador, esta no parece atravesarle, y parece más sorprendido y sobrecogido que combativo. Encima, Cristo, con un peinado rizoso a la moda, está flanqueado por otros dos ángeles más, en el estilo de figuras de victoria paganas; reina por encima, mientras que el emperador lo representa abajo en la tierra. En el panel inferior bárbaros europeos (a la izquierda, en pantalones) y África (a la derecha, con marfil) le traen tributo, que incluye animales salvajes. La figura del panel de la izquierda, aparentemente no un santo sino que representa un soldado, lleva una estatuilla de la Victoria; su equivalente en el lado derecho se ha perdido.

## Diseño
Originalmente estaba formado por cuatro placas rectangulares, aunque a la derecha ha sido reemplazada (quizá en el siglo XVI) por una tabla con la inscripción CONSTANT. N. IMP. CONST. Las placas están unidas por un machihembrado, alrededor de una placa central más grande. La pieza en conjunto es el único objeto secular semejante que sobrevive así de bien conservado., a menudo agrupados con el título de dípticos imperiales. Mide 34,2 centímetros de alto por 26,8 de ancho en total, con el panel central 19 cm de alto por 12,5 cm de ancho con 2,5 cm de profundidad. Fue ejecutado en marfil de elefante, esculpido y en relieve con piedras preciosas (sobreviven siete perlas). No muestra trazas de policromía, al contrario de lo que algunos historiadores han supuesto.
No queda claro que el marfil Barberini perteneciera a un díptico, es decir, que hubiera un segundo conjunto de placas que formasen una segunda hoja con otro retrato, quizá de la emperatriz la primera hoja ya es bastante pesada para ser usada realmente como una tablilla de verdad para escribir, y no hay resto de una bisagra que pudiera indicar que era la tapa de un libro.

## Propietarios
El reverso del objeto es liso y suave, sin la depresión para cera que se encontraría en un díptico consular, que sería usado como una tablilla para escribir. No obstante, está rayado con líneas grabadas más tarde sobre inscripciones de tinta más antiguas - incluye una lista de nombres (oraciones por los muertos), entre los cuales pueden verse los reyes de Austrasia y otros nombres, en su mayor parte latinos. La onomástica muestra que se trata de una lista que proviene de Auvernia y no de Provenza como se creyó por la localización del objeto en la época moderna. Las inscripciones también datan del siglo VII (quizá alrededor del año 613 y muestran que la obra fue llevada a la Galia a principios de su existencia.
La historia del marfil entre ese momento y 1625 se desconoce – en aquel año le fue ofrecido por Nicolas-Claude Fabri de Peiresc al legado Francesco Barberini en Aix-en-Provence, entrando a formar parte de la colección Barberini en Roma. Peiresc la menciona específicamente en una carta a su amigo Palamède de Vallavez, datada el 29 de octubre de 1625:

[el cardenal] quedó encantado al ver un antiguo bajorrelieve en marfil que recuperé un poco antes, donde está representado el emperador Heraclio a caballo, con los bordes luciendo una cruz y su hijo Constantino llevando una Victoria y muchas provincias cautivas a sus pies, como la del Grand 'Camayeul' de Tiberio. Se lo di cuando se fue(...) tenía piezas parecidas en el mismo estilo en marfil, que con [mi ejemplo] irán bien.

Probablemente la confirmación de que estaba en la colección barberini aparece en una mención de un marfil representando a Constantino en el inventario de esculturas en posesión de Francesco Barberini entre 1626 y 1631.
Fue adquirido por el Louvre en 1899 y desde entonces ha estado en el département des objets d'art (número de inventario OA 9063).

## Iconografía
La obra combina por un lado un tema clásico del poder absoluto de un emperador victorioso, coronado por la Victoria, cuyo gobierno universal es sinónimo de paz y prosperidad, y por otro lado el tema de la victoria cristiana traída por el mecenazgo de Cristo y la bendición del emperador. Introduce una nueva jerarquía cósmica en la representación del triunfo del Imperio Romano y así una obra altamente política diseñada para servir como propaganda imperial. La calidad del artesano permite que sea atribuido a un taller imperial en Constantinopla.

### Panel central

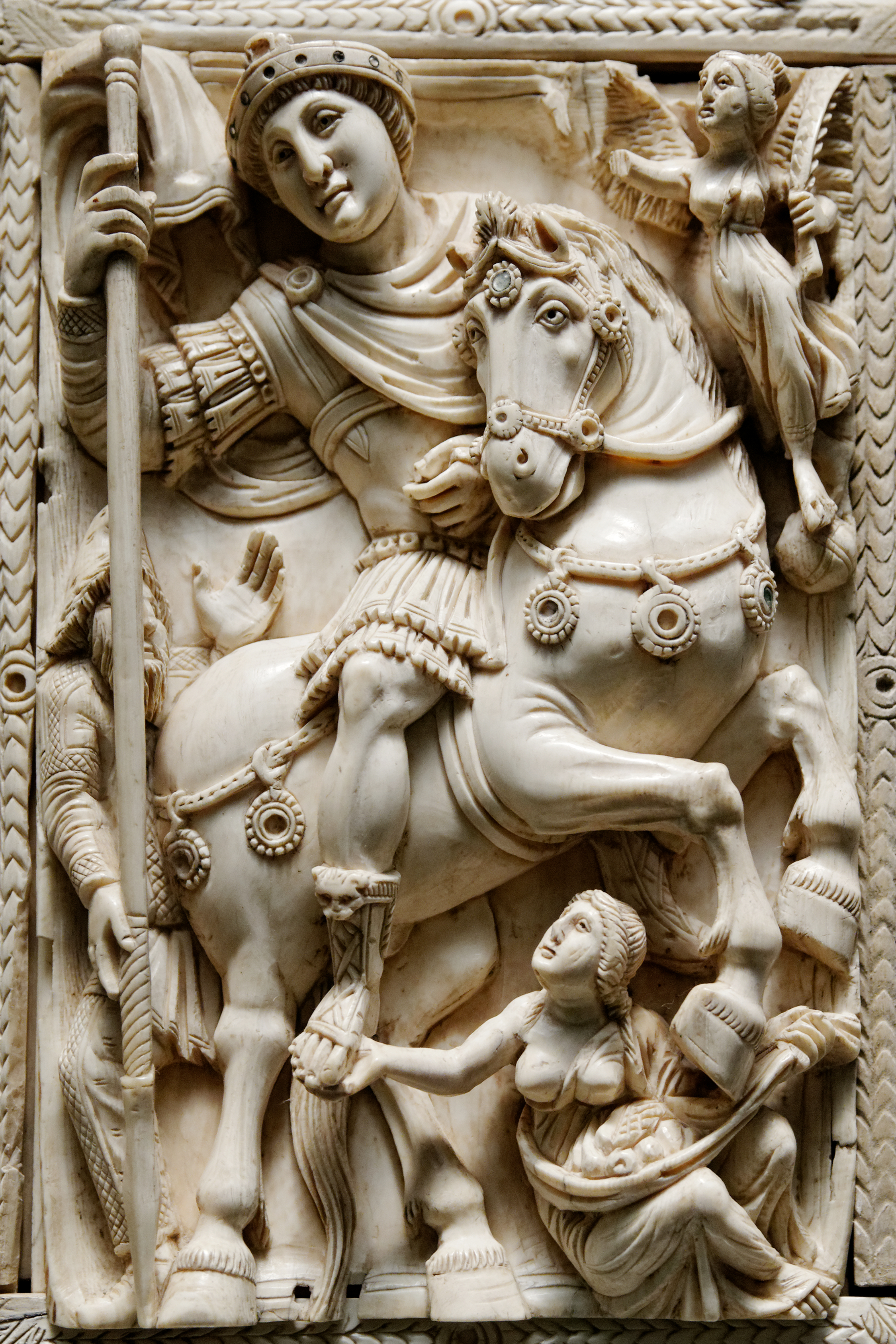
El emperador triunfante en el panel central.

La composición se organiza en torno a una placa central que domina por su motivo así como por su calidad estilística. El motivo esculpido es una figura triunfante de un emperador sobre un caballo encabritado. En su mano derecha el emperador sostiene el extremo de una lanza, con el otro extremo apuntado hacia el suelo, y en su derecha sostiene las riendas del caballo. Detrás de la lanza está la figura de un bárbaro, identificado como tal por su pelo, su barba enredada y sobre todo por sus ropas - su caperuza curvada (parecida a un gorro frigio) indicando un origen oriental, una túnica de manga larga y pantalones holgados. Simboliza a un persa o a un escita, los pueblos derrotados por el emperador - como un signo de sumisión toca la lanza con su mano derecha y alza su mano izquierda.
En la esquina inferior derecha, debajo del caballo, una mujer queda en el suelo. Su ropa se ha resbalado, mostrando el pecho derecho, y en su mano izquierda sostiene un pliegue de su ropa conteniendo frutas, símbolos de prosperidad. Su mano derecha está alzada hacia el pie derecho del emperador en un gesto de sumisión. Personifica a la Tierra, representando la dominación universal del emperador y con los frutos como símbolo de la prosperidad de su reino. Esta personificación fue a menudo presentada en este papel en imágenes del emperador triunfante o del emperador en majestad, como por ejemplo en el Disco de Teodosio (con Tellus fue nuevamente representado en la parte inferior de la composición, bajo la figura de Teodosio I el Grande entronizado en majestad) y sobre el relieve de la pietas augustorum sobre el arco de Galerio (donde los tetrarcas está acompañados por una serie de personificaciones, incluyendo a Gaia)  Estas personificaciones de Tellus/Gaia son generalmente reconocibles por su principal atributo de una cornucopia - esto no se encuentra presente en el marfil por sí, pero el pliegue de la ropa llena de fruta es de la misma forma y cumple la misma función simbólica.

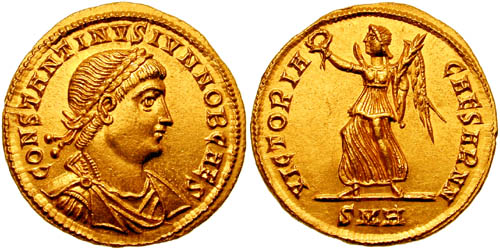
Sólido de Constantino II, acuñado en Heraclea entre 326 y 330.

Simétrica a esta primera figura femenina, en la parte superior derecha del panel central, hay una estatuilla de una Victoria alada sobre un globo inscrito con el signo de la cruz, sosteniendo una palma (símbolo de la victoria) en su mano izquierda y en su mano derecha (hoy rota) casi con seguridad llevaba una corona que colocar en la cabeza del emperador. Esta clase de personificación en estatuilla era también una de las unidas a la iconografía del emperador triunfante, que puede encontrarse en varias monedas (como en el reverso de un sólido de Constantino II, derecha) pero también en escultura (como la escena de sacrificio en el arco de Galerio) y sobre algunos dípticos consulares.
El emperador tiene un corte de pelo a tazón o arquivolta, del tipo donde el flequillo describe un círculo arqueado alrededor de su rostro, y luce una corona tachonada de perlas, de las cuales sobreviven cuatro. Sus rasgos faciales son de forma ovalada y bastante pesados, notablemente las pestañas y la nariz, pero le da un carácter alegre al retrato imperial. El emperador luce uniforme militar de comandante en jefe, en cuyo papel está retratado - bajo su coraza luce una túnica corta y sobre la coraza una capa (paludamentum), de la que un pliegue cae detrás de él y que está sujeto a su hombro por una fíbula redonda. La fíbula estaba hecha originalmente de piedra preciosa, como la coraza. Luce botas con cordones cruzados, ornamentadas con una cabeza de león, y los arreos del caballo están decorados con una serie de medallones que caen en incrustaciones, hoy perdidas aparte de la del centro de su cabeza.
El relieve de este motivo central estaba particularmente acentuado - la Victoria, la lanza, y en menor medida las cabezas del emperador y de su caballo están todas esculpidas muy cerca del bulto redondo. El cuidado que se ha puesto a la hora de modelar los ropajes y de reflejar ciertos detalles anatómicos, como los músculos del brazo del emperador, podrían calificarse como clasicizantes. Estas características, añadidas a la desproporción de las figuras, subrayan la majestad de la persona imperial, recordando al arte teodosiano.

### Paneles laterales
Los paneles laterales son un relieve menos elevado (la profundidad máxima del grabado del panel central es de 28 milímetros, mientras que es solo de 9 en los paneles laterales), y son estilísticamente ligeramente menos virtuosos que el panel central. Tienen los bordes inscritos en una pauta en zig-zag simple, dejando espacio en el borde alrededor del panel central para una guirnalda de hojas estilizadas con un pequeño agujero a mitad de cada lafo para cuatro incrustaciones hoy perdidas.

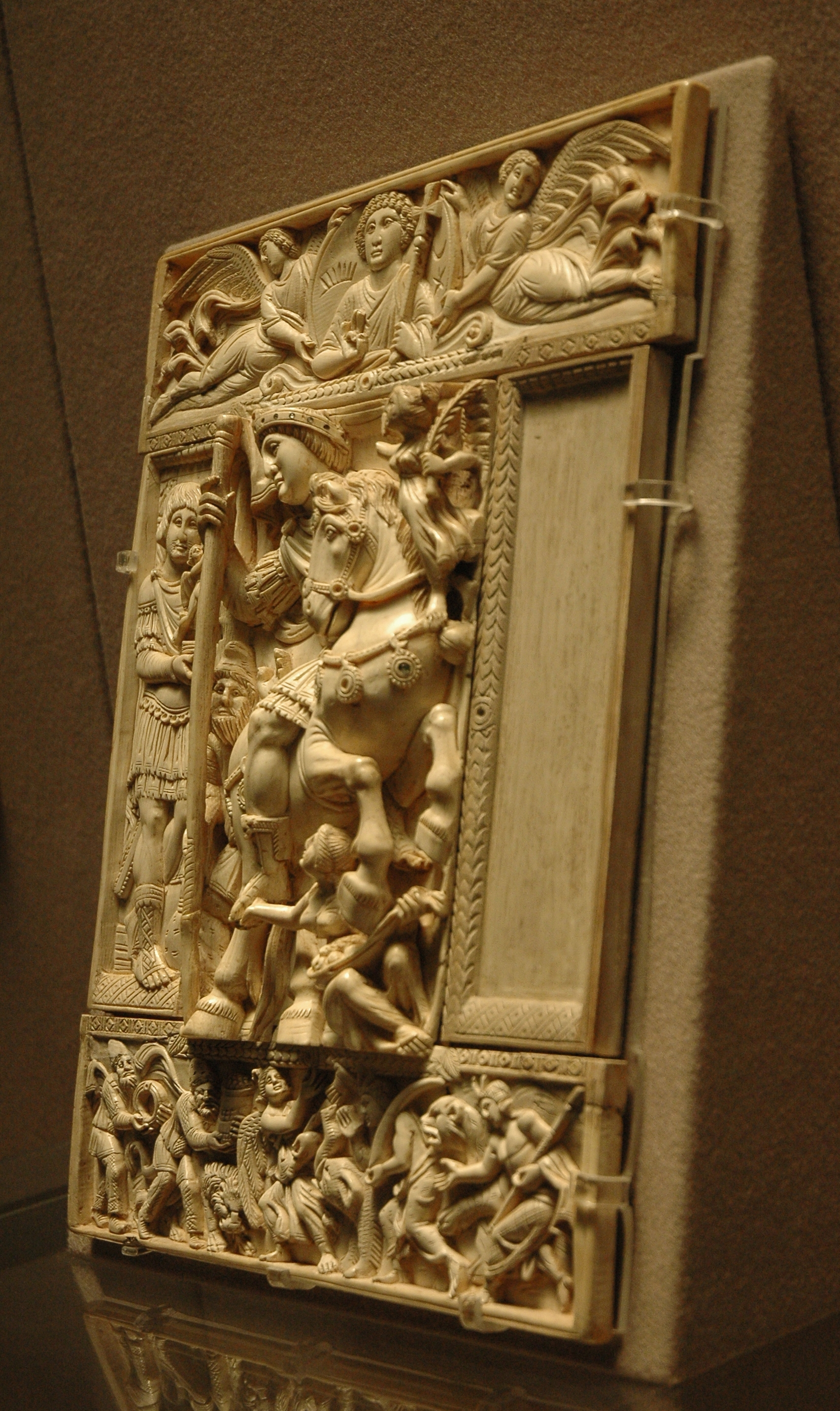
Vista en tres cuartos, subrayando las diferentes profundidades del díptico Barberini.

El panel al lado izquierdo representa a un oficial superior, reconocible por su ropa y equipamiento militares, comparables a los del emperador. Con barba, luce una coraza y el paludamentum, fijado a su hombro derecho por una fíbula más simple que la que lleva el emperador. Se puede distinguir la vaina de su espada fijada al cinturón, lucida en el lado izquierdo. Avanza hacia el emperador y le presenta con una estatuilla de la Victoria sobre un pedestal - ella sostiene una corona y una palma, como la Victoria del panel central. A sus pies hay una bolsa. El hombre permanece en pie en un marco arquitectónico formado por dos columnas que sostienen capiteles corintios y de una pauta de teselada (posiblemente opus sectile) evocando una habitación de un palacio imperial.
Esta figura a veces es interpretada como un cónsul, interpretando la estatuilla de la Victoria y la bolsa (interpretada aquí como con toda probabilidad conteniendo oro) como atributos consulares. Sin embargo, la figura puede también representar sparsio, la generosidad consular representada en otros dípticos, como los de Clemente (513) y Justino (540), con la bolsa de oro más abiertamente simbólica de botín de guerra, prueba del triunfo imperial. Igualmente, donde el César galo sostiene una estatuilla de la Victoria semejante en su imagen sobre el Calendario de 354, luce ropas civiles y no militares. El oficial del díptico Barberini es por tanto más probable que represente a un general que intervino en la campaña victoriosa representada por el marfil. Es natural suponer que en el panel simétrico a la derecha (hoy desaparecido) mostraría otro general en una moda similar.

### Panel inferior
El panel inferior forma una especie de friso decorado por una doble procesión de bárbaros y animales que convergen hacia una figura central de la Victoria. Ella se vuelve para mirar arriba, hacia la figura del emperador en el panel central y sostiene en su mano derecha un trofeo militar, representado en la forma tradicional de una rama con armas militares, armadura y botín unidos a ella. Los bárbaros derrotados llevan al emperador varios regalos como tributo y se diferencian por sus ropas y por los animales salvajes que los acompañan. A la izquierda, dos figuras con barba son del mismo tipo que el bárbaro en el panel central, luciendo una túnica corta, un gorro frigio y botas cerradas. Uno de ellos lleva corona, el otro un contenedor cilíndrico con contenido desconocido, quizás oro, y por delante de ellos marcha un león. Pueden ser persas o escitas.
A la derecha, los dos bárbaros están vestidos de manera muy diferente - desnudos de cintura arriba, lucen un tocado de tela adornado con plumas, una pieza simple de tela atada a la cintura y sandalias. Están acompañados por un tigre y un pequeño elefante. El primero luce colmillo de elefante sobre su hombro y el segundo un bastón de función desconocida. Representan a indios.

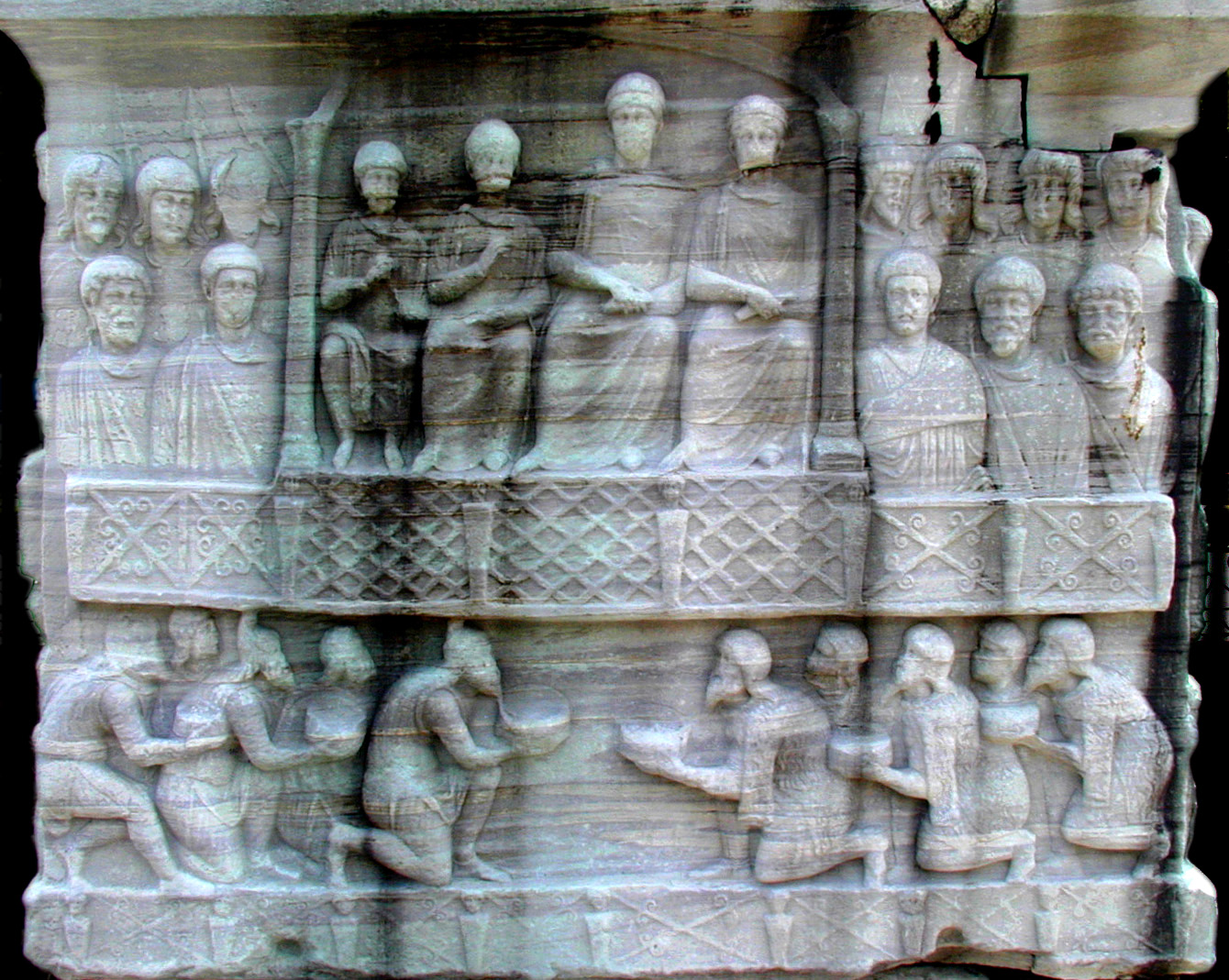
Cara noroeste de la base del obelisco de Teodosio, mostrando a bárbaros rindiendo tributo al emperador.

Este tema de bárbaros rindiendo homenaje al emperador es común en bajorrelieves romanos y bizantinos - aquí, es el aurum coronarium, la presentación del tributo. Muestran la clementia del emperador y subrayan el simbolismo de la victoria imperial. Uno de los dos fragmentos de marfil atribuidos a un díptico imperial actualmente en Milán también representan este motivo, en una obra ligeramente anterior. Puede encontrarse también en Constantinopla, por ejemplo en la base de la columna de Arcadio (en una composición comparable a la del díptico Barberini) o sobre el obelisco de Teodosio en el hipódromo (izquierda). Sobre el obelisco de teodosio diez bárbaros, de nuevo divididos en dos grupos, convergen sobre la figura central del emperador, en este ejemplo entronizado en majestad en un palco imperial rodeado por otros augusti. A la izquierda están los persas, y a la derecha hay bárbaros occidentales indeterminados, quizá alemanes o godos. La Victoria está ausente en este relieve, pero está bien representada en la base perdida de la columna de Arcadio y sobre la base perdida tradicionalmente atribuida a la columna de Constantino - en ambos casos, la Victoria está en una posición central, como una especie de intermediario entre los bárbaros derrotados y la figura del emperador, situada debajo.

### Panel superior
El panel superior de este marfil se encuentra ocupado por dos ángeles que llevan una imago clipeata, un gran medallón que luce un busto de un Cristo joven y sin barba, sosteniendo un cetro cruciforme en su mano izquierda y haciendo el signo tradicional de bendición con su mano derecha (el dedo anular agarrado sobre el pulgar). El busto está enmarcado por símbolos del Sol a la izquierda y de la Luna y una estrella a la derecha. La pareja de ángeles que llevan una imagen de Cristo aquí reemplazan la imagen anterior de dos Victorias llevando una personificación de Constantinopla que puede encontrarse en el segundo panel del anteriormente mencionado díptico imperial de Milán - la sustitución está lejos de ser insignificante e implica un cambio vital paradigmático respecto a la datación y la comprensión del díptico Barberini.

## Identificación del emperador
La cuestión de la identidad del emperador representado en el panel central es el problema central que ha ocupado a los comentaristas del díptico Barberini - su primer propietario moderno, Peiresc, le reconoció sin duda como Heraclio e identificó al oficial ofreciendo la estatuilla de la Victoria como su hijo Constantino III. Identificaciones posteriores de la figura central han incluido también a Constantino I, Constancio II, Zenón y sobre todo Anastasio I o Justiniano. La identificación se complica por el hecho de que el emperador mostrado no es necesariamente el que reinaba en la fecha en que se talló el marfil. Así la datación del marfil es innegablemente una indicación útil de la identidad del emperador pero no es concluyente a ese respecto.

### Anastasio

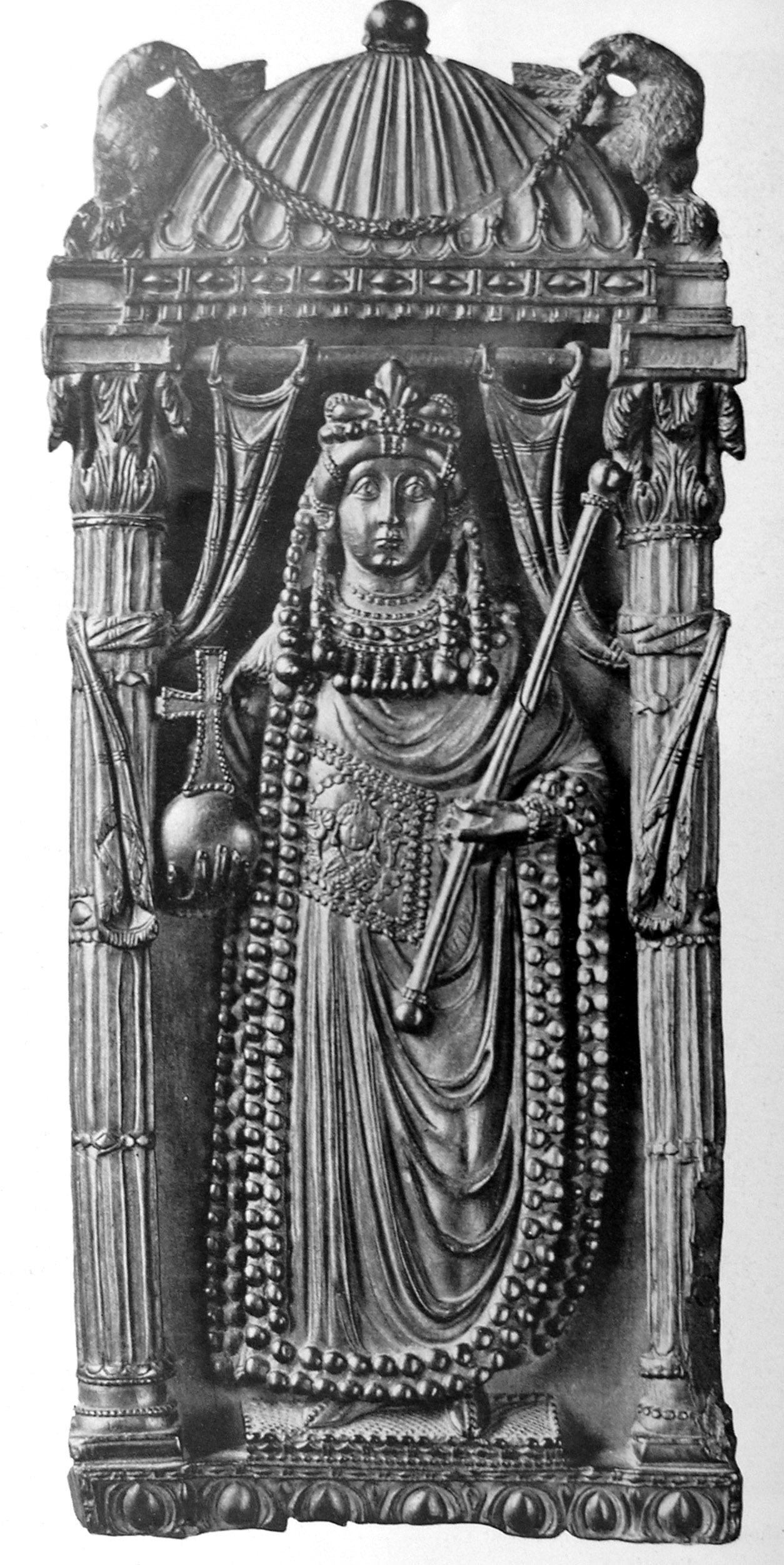
Panel de un díptico imperial representando a la emperatriz Ariadna, Bargello.

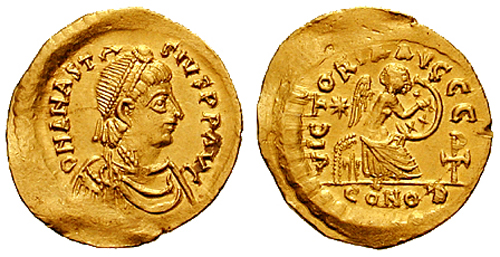
Semis de Anastasio I.

Desde el punto de vista estilístico, la escultura en altorrelieve del panel central es comparable a otros dos paneles de marfil que datan de comienzos del siglo VI, representando auna emperatriz - uno está en el Bargello de Florencia (izquierda), el otro en el Museo de Historia del Arte de Viena. Muestran a la emperatriz Ariadna (?-518), esposa del emperador Zenón (430-491) y luego de Anastasio I (491-518). Este paralelismo sugeriría la identificación del emperador del díptico Barberini con Anastasio.
El reinado de Anastasio estuvo marcado por una difícil guerra contra los persas desde 502 hasta 505, concluida por la paz de 506 que restauró el statu quo pero que podría presentarse en Constantinopla como un triunfo después de las primeras derrotas romanas. La producción del díptico Barberini podría verse en este contexto, como marca del triunfo representado uno celebrado sobre los persas.
Aunque la figura comparte características con ciertos cónsules de dípticos contemporáneos de Anastasio I, como el de Anastasio (517) y sobre todo el de Magno (518), el retrato del emperador en el díptico Barberini tiene poco parecido con los retratos conocidos de Anastasio como el medallón del díptico consular de Anastasio. Es de hecho más parecido a retratos conocidos de Constantino, que ha permitido a ciertos historiadores identificarlo con ese emperador, incluyendo al propio Barberini, pues un artículo en un catálogo contemporáneo de él muestra (véase arriba). Esta interpretación también debe algo a la inscripción moderna en el panel de reemplazo de la derecha, en el que es fácil reconocer el nombre del emperador, o al menos en tanto no se refiera a Constante o Constancio II en su lugar.
Por otro lado, criterios estilísticos no dejan duda de que el marfil no es más antiguo que finales del siglo V, con lo que el parecido del retrato imperial a retratos de Constantino se explicarían por el deseo explícito del comitente de recordar la imagen de ese emperador. Desde esta perspectiva, esta referencia se remonta a la iconografía de Constantino se ajusta a Justiniano más que a Anastasio I.

### Justiniano
El estilo bajorrelieve de los paneles secundarios, y especialmente la presentación gráfica y poco plástica de la ropa, se acomoda a una fecha posterior de la obra alrededor de mediados del siglo VI. La combinación de la obra de relieves de alta calidad evoca otra famosa obra de escultura de marfil de esta época, el trono de Maximiano en Rávena (545-556), muy visiblemente otro producto de los talleres imperiales en Constantinopla - con esto sería el emperador Justiniano triunfante.

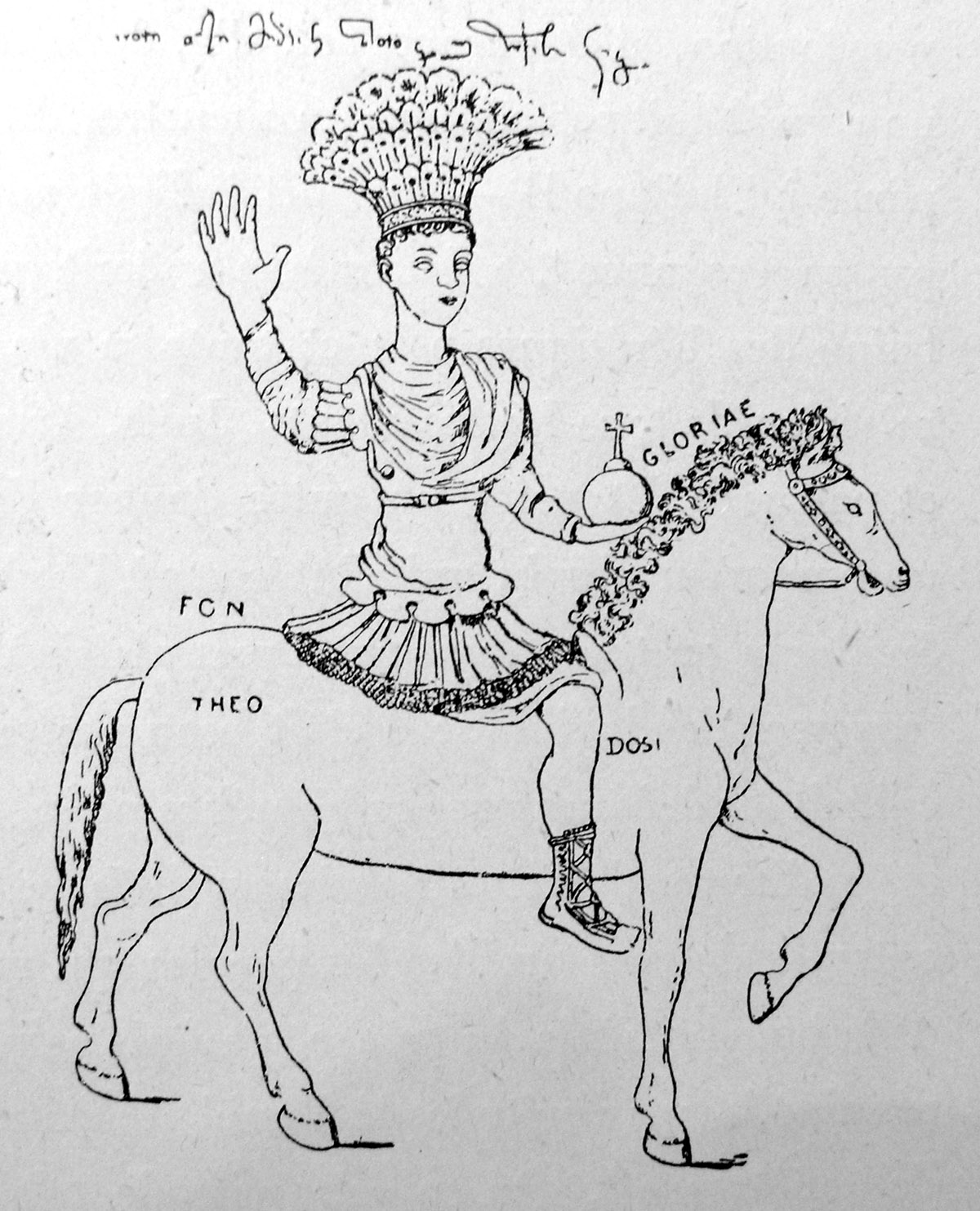
Dibujo de la estatua ecuestre de Justiniano en el Augustaion por Nymphirios.

La posición atractiva que se da en la composición a la figura de cristo bendiciendo al emperador sugiere también una fecha justinianea - es comparable a un díptico consular de Justino de 540, el último díptico consular conocido antes de que Justiniano suprimiera el consulado en 541, y el primero en colocar imágenes de Cristo y de la pareja imperial (Justiniano y Teodora) en medallones por debajo del retrato del cónsul. Hasta entonces la presencia cristiana en estos dípticos se había limitado al símbolo de la cruz, como aquellos que enmarcan a los retratos imperiales del díptico consular de Clemente en 513. Esta cruz podría también mostrarse dentro de una corona que llevan dos ángeles, el motivo más conocido de la era teodosiana - además de marfiles como el de Murano, también figura en bajorrelieves de la columna de Arcadio y la decoración del sarcófago de Sarigüzel. Reemplazando la cruz dentro de la corona con un busto de Cristo en el díptico Barberini marca otro paso en la cristianización de la forma del relieve, que también la dataría de un momento posterior al reinado de Anastasio y se correspondería bien con la orientación ideológica observada en el comienzo del reinado de Justiniano. El gran díptico imperial de Londres, del que solo sobrevive un panel, representa un arcángel sosteniendo un cetro y un globo coronado por una cruz y puede asignarse al mismo movimiento ideológico. Se dató precisamente de comienzos del reinado de Justiniano en 527 por D.H.Wright, después de hacer una nueva traducción de su inscripción griega.
La identificación del emperador triunfante con Justiniano así se correspondería bastante bien con la imaginería dejada por este emperador, que también incluye estatuas ecuestres y estatuas de Victoria (pues victorias sobre los persas que eran intensamente proclamadas en la propaganda pero no particularmente reales). Un dibujo de Nymphirios (un miembro del entorno de Ciríaco de Ancona) hoy en la biblioteca de la Universidad de Budapest muestra la estatua que está coronada por la columna alzada por Justiniano en 543/4 en el Augustaion de Constantinopla y descrita ampliamente por Procopio de Cesarea en sus Edificios (I, 2, 5). El emperador, montado a caballo con un casco alzado, sostiene un orbe coronado por una cruz en su mano izquierda y saluda al espectador con la derecha. Está coronado por un amplio tocado de plumas o toufa. Según el epigrama que era su inscripción dedicatoria, conservado en la Antología de Planudes y confirmada por el relato de Procopio, la estatua se colocó para que quedara orientada al Este y los persas, como un signo del emperador amenazándolos. La conexión de esta estatua con el emperador triunfante del díptico Barberini está también justificada en que el anterior era parte de un grupo escultórico en el Augustaion que también incluía estatuas de tres reyes bárbaros ofreciendo tributo al emperador, como en el panel inferior del díptico.

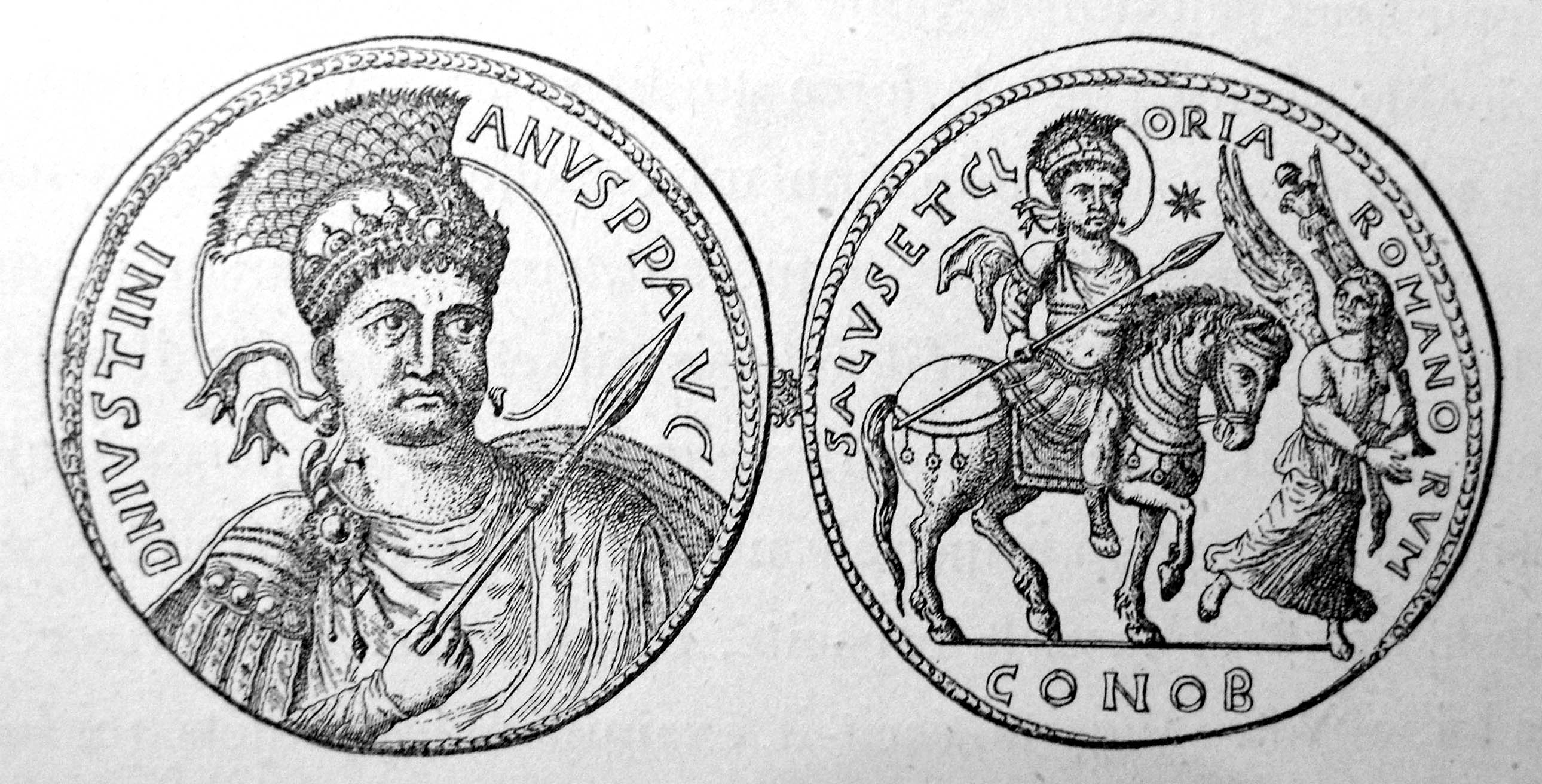
Varios sólidos de Justiniano, representando una estatua ecuestre perdida del emperador, hacia 534.

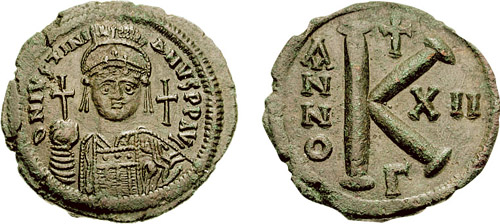
Semi-follis de Justiniano mostrando un retrato imperial de todo el rostro, 538.

El dibujo de la estatua del Augustaion puede relacionarse con otra representación ecuestre de Justiniano en una de sus medallas, izquierda. La medalla en cuestión es una de oro que pesa solidi (164g), descubierta en 1751 y hoy perdida después de ser robada del Cabinet des Médailles (hoy parte de la BNF) en 1831, aunque un electrotipo de ella sobrevive. En el anverso hay un busto nimbado de Justiniano como un general, armado con una lanza, luciendo una coraza y coronado con la diadema y toufa. Dice la inscripción Dominus Noster Iustiniianus Perpetuus Augustus (Nuestro Señor Justiniano, Augusto Perpetuo). El reverso muestra a Justiniano, de nuevo con un nimbo, cabalgando en un caballo ricamente enjaezado cuyos arreos recuerdan a los del caballo del díptico Barberini. Frente a él hay una Victoria sosteniendo una palma y un trofeo bajo su brazo izquierdo. Se muestra una estrella sobre el campo, la inscripción exergo da la marca CONOB (indicando una ceca de Constantinopla) y la leyenda dice Salus et Gloria Romanorum (Salud y Gloria para los romanos). El retrato de Justiniano en perfil tres cuartos permite datar la medalla de antes de 538, fecha después de la cual fue sistemáticamente representado solo de frente (derecha). Las celebraciones particularmente suntuosas del triunfo de 534 marcaban la reconquista de Cartago de los vándalos pudo haber sido la ocasión marcada por la acuñación de esta medalla excepcional.
Otra estatua ecuestre, de la que solo queda la inscripción dedicatoria (de nuevo en la Antología de Planudes), puede verse en el hipódromo de Constantinopla. Esta vez no hay dibujos supervivientes de la estatua, pero su ubicación en el hipódromo (el principal lugar de encuentro en Constantinopla y por tanto el mejor lugar para exhibir imágenes de propaganda imperial) nos lleva a pensar que debe haber sido una de las estatuas ecuestres más famosas del emperador y por tanto probablemente sería imitada en marfil y otros medios. La inscripción ciertamente sugiere una composición monumental que no deja de recordar al motivo central del díptico Barberini:

Contempla, príncipe [y] exterminador de los medos, las ofrendas que te trae Eustaquio, al mismo tiempo padre e hijo de la Roma que sostienes: un caballo que se alza sobre una Victoria, una segunda Victoria que te corona, y tú mismo a horcajadas sobre ese caballo, rápido como el viento. Así de alto ha llegado tu poder, ¡oh, Justiniano! - y sobre la tierra los campeones de los medos y escitas permanecerán por siempre encadenados.

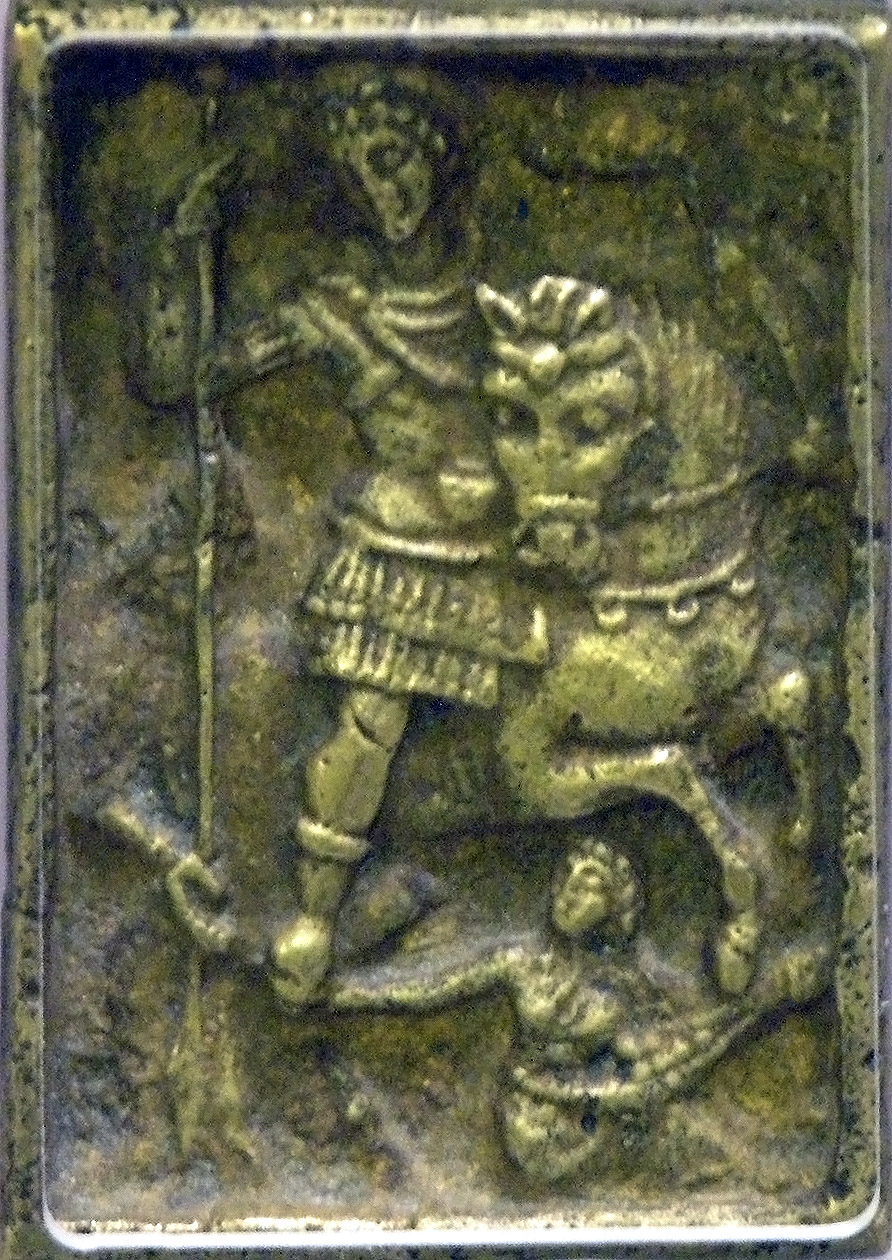
Panel de bronce con una imitación del panel central del díptico Barberini (Museo Cristiano y Bizantino de Atenas).

La existencia de estas estatuas ecuestres de Justiniano en Constantinopla sugieren que el tema central del díptico Barberini repite un tipo perdido popularizado por estas estatuas, más que crear un tipo nuevo. Al menos otro ejemplo de este tipo sobrevive, sobre una pesa de bronce, hoy conservado en el Museo bizantino y cristiano de Atenas (derecha). Luce una copia exacta del motivo central directamente modelado sobre el marfil, es más probable que ambos derivaran de un mismo modelo único, quizás una estatua ecuestre perdida en el hipódromo. Esto no arroja dudas sobre que el bronce, como el díptico, fuera el producto de un taller imperial y un objeto oficial. Sin embargo, el bronce permanece una copia más modesta del modelo, más barato y por así quizás se pretendía que tuviera una circulación más amplia que el marfil.
La existencia de esta copia más barata confirma la popularidad de este tipo de imagen de propaganda bajo el gobierno de Justiniano y también habla del celo del emperador por hacer y divulgar estas imágenes a través de medios muy diferentes, desde las esculturas figurativas monumentales en tres dimensiones, a relieves, miniaturas de bronce y paneles de marfil. El reinado de Justiniano contuvo muchas guerras que acabaron en victoria, o más a menudo guerras que podían presentarse propagandísticamente como tales, justificando así la producción de este tipo de objeto.
La posición prominente de un bárbaro tradicionalmente identificado como persa así como el paralelo del tipo con el grupo estatuario del Augustaion invita al espectador a considerar que la creación de este tipo de imagen estuvo ocasionada por la «paz perpetua» concluida con el Imperio Persa en 532, aunque criterios estilísticos sugieren una fecha posterior.